# Tzav (parashah)
Tzav, Tsav, Zav, Sav, o in ebraico biblico Ṣaw (ebraico: צַו — tradotto in italiano: "Comanda!” sesta parola e incipit di questa parashah) 25ª porzione settimanale della Torah (ebr. פָּרָשָׁה – parashah o anche parsha/parscià) nel ciclo annuale ebraico di letture bibliche dal Pentateuco, seconda nel Libro del Levitico. Rappresenta il passo 6:1-8:36 di Levitico, che gli ebrei leggono durante il 24º o 25º Shabbat dopo Simchat Torah, generalmente a marzo o ai primi di aprile.
La parshah insegna come i sacerdoti eseguivano i sacrifici e descrive l'ordinazione di Aronne e dei suoi figli.

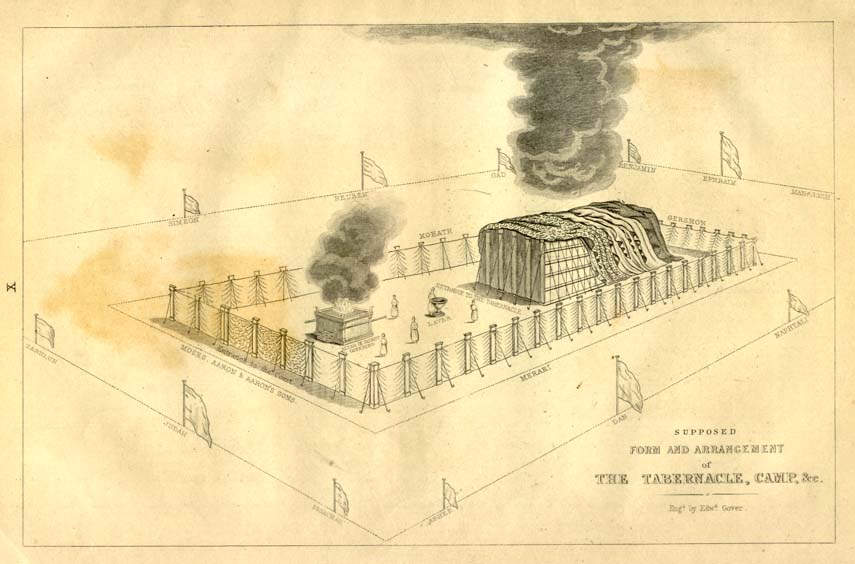
Il Tabernacolo e il Campo (disegno del XIX secolo)

## Interpretazione intrabiblica

### Levitico capitoli 8–9
La tabella riporta il modello di istruzione e la costruzione del Tabernacolo e dei suoi arredi:

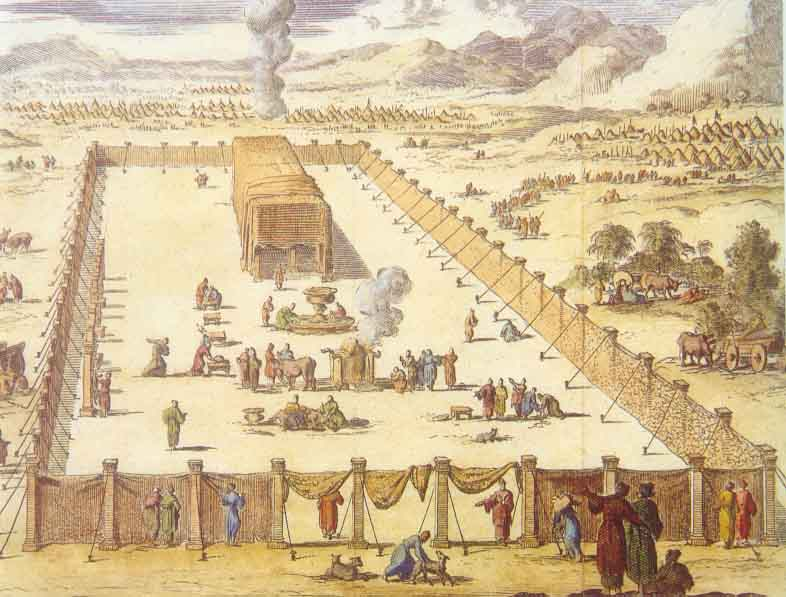
Il Tabernacolo

| Articolo               | Istruzione | Istruzione     | Costruzione | Costruzione       |
| Articolo               | Ordine     | Versetti       | Ordine      | Versetti          |
| ---------------------- | ---------- | -------------- | ----------- | ----------------- |
| Contributo             | 1          | Esodo 25:1-9   | 2           | Esodo 35:4-29     |
| Arca                   | 2          | Esodo 25:10-22 | 5           | Esodo 37:1-9      |
| Tavola                 | 3          | Esodo 25:23-30 | 6           | Esodo 37:10-16    |
| Menorah                | 4          | Esodo 25:31-40 | 7           | Esodo 37:17-24    |
| Tabernacolo            | 5          | Esodo 26:1-37  | 4           | Esodo 36:8-38     |
| Altare dei Sacrifici   | 6          | Esodo 27:1-8   | 11          | Esodo 38:1-7      |
| Corte del Tabernacolo  | 7          | Esodo 27:9-19  | 13          | Esodo 38:9-20     |
| Lampada                | 8          | Esodo 27:20-21 | 16          | Numeri 8:1-4      |
| Vesti Sacerdotali      | 9          | Esodo 28:1-43  | 14          | Esodo 39:1-31     |
| Rituale di Ordinazione | 10         | Esodo 29:1-46  | 15          | Levitico 8:1-9:24 |
| Altare dell'Incenso    | 11         | Esodo 30:1-10  | 8           | Esodo 37:25-28    |
| Lavabo                 | 12         | Esodo 30:17-21 | 12          | Esodo 38:8        |
| Olio dell'Unzione      | 13         | Esodo 30:22-33 | 9           | Esodo 37:29       |
| Incenso                | 14         | Esodo 30:34-38 | 10          | Esodo 37:29       |
| Artigiani              | 15         | Esodo 31:1-11  | 3           | Esodo 35:30-36:7  |
| Shabbat                | 16         | Esodo 31:12-17 | 1           | Esodo 35:1-3      |

## Comandamenti
Secondo lo Sefer ha-Chinuch, ci sono 9 comandamenti (mitzvot) positivi e 9 comandamenti negativi in questa parshah.
- Rimuovere le ceneri dall'altare ogni giorno (Levitico 6:3[35])
- Accendere un fuoco sull'altare ogni giorno (Levitico 6:6[36])
- Non estinguere tale fuoco (Levitico 6:6[37])
- I sacerdoti devono consumare le rimanenze delle offerte di farina (Levitico 6:9[38])
- Non cuocere l'offerta con lievito (Levitico 6:10[39])
- Il Sommo Sacerdote deve portare un'offerta di farina ogni giorno (Levitico 6:13[40])
- Non consumare la farina del Sommo Sacerdote (Levitico 6:16[41])
- Eseguire la procedura dell'offerta per il peccato (Levitico 6:18[42])
- Non consumare la carne dell'offerta espiatoria del santuario (Levitico 6:23[43])
- Eseguire la procedura del sacrificio di riparazione (Levitico 7:1[44])
- Osservare la legge del sacrificio di comunione (Levitico 7:11[45])
- Non permettere che nessuna delle offerte di ringraziamento rimanga fino al mattino (Levitico 7:15[46])
- Bruciare i rimanenti korbanot (Levitico 7:17[47])
- Non mangiare i korbanot offerti con intenzioni improprie (Levitico 7:18[48])
- Non mangiare i korbanot diventati impuri (Levitico 7:19[49])
- Bruciare tutti i korbanot impuri (Levitico 7:19[50])
- Non consumare grasso (Levitico 7:23[51])
- Non consumare sangue (Levitico 7:26[52])

## Haftarah

### Generalmente
La haftarah della parshah è Geremia 7:21-8:3 & Geremia 9:22-23

#### Collegamento alla Parshah
Sia la parshah che la haftarah si riferiscono all'olocausto (ebraico: עֹלָה, olah) e al sacrificio (ebraico: זֶבַח, zevach). (Levitico 6:1-6; Levitico 7:11-18; Geremia 7:21). Nella haftarah, Geremia parla della priorità dell'obbedienza alla Legge divina sul solo rituale sacrificale. (HE 7:22–23.)

### Shabbat HaGadol
Quando la parshah coincide con lo Speciale Shabbat HaGadol (lo Shabbat speciale subito prima della Pesach — come succede negli anni 2012, 2013, 2015 e 2017), la haftarah è Malachia 3:4-24. Shabbat HaGadol significa “il Grande Shabbat” e la haftarah per lo Speciale Shabbat si riferisce ad un grande giorno che Dio sta preparando. (Malachia 3:17-23).

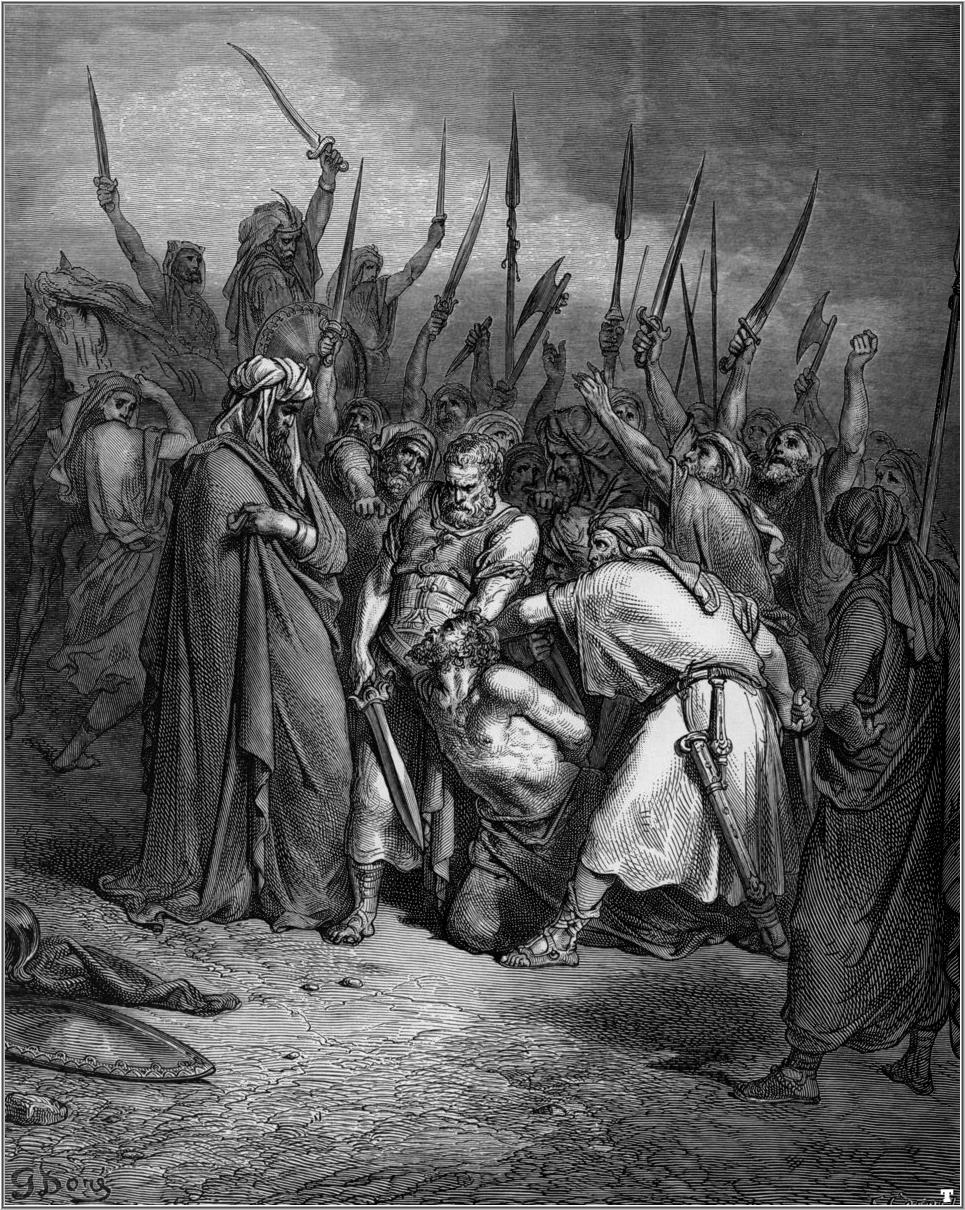
La morte di Agag (illustrazione di Gustave Doré)

### Shabbat Zachor
Quando la parshah coincide con Shabbat Zachor (lo speciale Shabbat subito prima di Purim — come succede nel 2014), la haftarah è:
- per gli aschenaziti: 1 Samuele 15:2-34[61];
- per i sefarditi: 1 Samuele 15:1-34[62].

#### Collegamento con lo Shabbat Speciale
Nello Shabbat Zachor, lo Shabbat appena prima del Purim, gli ebrei leggono Deuteronomio 25:17-19, che istruisce gli ebrei: “Ricordati (zachor) cosa ti ha fatto Amalek” attaccando gli Israeliti. (Deuteronomio 25:17). La haftarah per lo Shabbat Zachor, 1 Samuele 15:2-34 o 1–34, descrive l'incontro di Saul con Amalek ed il trattamento del re amalecita Agaga da parte di Saul e Samuel. Purim, a sua volta commemora la storia di Ester e la vittoria del popolo ebraico contro il piano di Aman di uccidere gli ebrei, raccontata nel Libro di Ester. (Ester 1:1-10:3). Ester 3:1 identifica Aman come agagita e quindi discendente di Amalek. Numeri 24:7 identifica gli agagiti con gli amaleciti. Alternativamente una Midrash narra la storia che tra la cattura di re Agag da parte di Saul e la sua uccisione da parte di Samuele, Agag ebbe un figlio dal quale a sua volta discese Aman.

### Testi
- Testo Masoretic e traduzione JPS 1917, su mechon-mamre.org.
- Parshah cantata, su bible.ort.org. URL consultato il 18 febbraio 2013 (archiviato dall'url originale il 15 maggio 2011).
- Parshah in ebraico, su mechon-mamre.org.

### Commentari
- Academy for Jewish Religion, California, su ajrca.org. URL consultato il 18 febbraio 2013 (archiviato dall'url originale il 24 luglio 2011).
- Academy for Jewish Religion, New York, su ajrsem.org.
- Aish.com. URL consultato il 18 febbraio 2013 (archiviato dall'url originale il 17 marzo 2013).
- American Jewish University, su judaism.ajula.edu (archiviato dall'url originale il 20 febbraio 2012).
- Anshe Emes Synagogue, Los Angeles, su anshe.org. URL consultato il 18 febbraio 2013 (archiviato dall'url originale il 1º novembre 2012).
- Bar-Ilan University, su biu.ac.il. URL consultato il 18 febbraio 2013 (archiviato dall'url originale il 26 settembre 2012).
- Chabad.org.
- eparsha.com.
- G-dcast, su g-dcast.com. URL consultato il 18 febbraio 2013 (archiviato dall'url originale il 21 marzo 2012).
- The Israel Koschitzky Virtual Beit Midrash, su vbm-torah.org. URL consultato il 18 febbraio 2013 (archiviato dall'url originale il 14 maggio 2011).
- Jewish Agency for Israel, su jewishagency.org. URL consultato il 18 febbraio 2013 (archiviato dall'url originale il 13 settembre 2012).
- Jewish Theological Seminary (XML), su jtsa.edu. URL consultato il 18 febbraio 2013 (archiviato dall'url originale l'11 marzo 2013).
- Miriam Aflalo, su mishpacha.com. URL consultato il 18 febbraio 2013 (archiviato dall'url originale il 6 aprile 2012).
- MyJewishLearning.com. URL consultato il 18 febbraio 2013 (archiviato dall'url originale il 25 settembre 2008).
- Ohr Sameach, su ohr.edu.
- Orthodox Union, su ou.org.
- OzTorah, Torah from Australia, su oztorah.com.
- Oz Ve Shalom — Netivot Shalom, su netivot-shalom.org.il. URL consultato il 18 febbraio 2013 (archiviato dall'url originale il 24 giugno 2010).
- Pardes from Jerusalem, su pardes.org.il. URL consultato il 18 febbraio 2013 (archiviato dall'url originale il 29 marzo 2012).
- Rabbi Dov Linzer, su rabbidovlinzer.blogspot.com.
- RabbiShimon.com. URL consultato il 18 febbraio 2013 (archiviato dall'url originale il 16 ottobre 2013).
- Rabbi Shlomo Riskin, su ohrtorahstone.org.il. URL consultato il 18 febbraio 2013 (archiviato dall'url originale il 21 agosto 2011).
- Rabbi Shmuel Herzfeld, su rabbishmuel.com. URL consultato il 18 febbraio 2013 (archiviato dall'url originale l'11 marzo 2013).
- Reconstructionist Judaism, su www4.jrf.org. URL consultato il 18 febbraio 2013 (archiviato dall'url originale il 16 febbraio 2006).
- Sephardic Institute, su judaic.org. URL consultato il 18 febbraio 2013 (archiviato dall'url originale il 26 luglio 2011).
- Shiur.com.
- 613.org Jewish Torah Audio, su 613.org. URL consultato il 18 febbraio 2013 (archiviato dall'url originale il 22 maggio 2011).
- Suzanne A. Brody, su dancinginthewhitespaces.blogspot.com.
- Talia Davis, su patheos.com.
- Tanach Study Center, su tanach.org.
- Teach613.org, Torah Education at Cherry Hill, su teach613.org.
- Torah from Dixie, su tfdixie.com. URL consultato il 18 febbraio 2013 (archiviato dall'url originale il 19 marzo 2012).
- Torah.it, su archivio-torah.it.
- Torah.org.
- TorahVort.com.
- Union for Reform Judaism, su urj.org. URL consultato il 18 febbraio 2013 (archiviato dall'url originale il 18 giugno 2009).
- United Hebrew Congregations of the Commonwealth, su chiefrabbi.org. URL consultato il 18 febbraio 2013 (archiviato dall'url originale il 10 aprile 2012).
- United Synagogue of Conservative Judaism, su uscj.org. URL consultato il 18 febbraio 2013 (archiviato dall'url originale il 14 agosto 2012).
- What’s Bothering Rashi?, su shemayisrael.com.
- Yeshiva University, su yutorah.org. URL consultato il 18 febbraio 2013 (archiviato dall'url originale il 18 dicembre 2019).